# Франц де Паула Ліхтенштейнський
Франц де Паула Йоахім Йозеф Ліхтенштейнський (нім. Franz de Paula von und zu Liechtenstein, 25 лютого 1802 — 31 березня 1887) — син Йоганна I Йосипа, князя Ліхтенштейну, та його дружини, ландграфині Йозефи Фюрстенберг-Вейтра. Франц де Паула був племінником князя Алоїза I, братом князя Алоїза II і дядьком князів Йоганна II та Франца I.
3 червня 1841 року у Відні він одружився з графинею Евою Йозефіною Потоцькою (1818—1895), сестрою графа Альфреда Юзефа Потоцького (1817—1889), маршалка сейму, міністра-президента Австрії, і мав чотирьох дітей.

## Відзнаки
- Кавалер Військового ордена Марії Терезії (Австрійська імперія, 1850)[4].
- Великий хрест ордена Червоного Орла з мечами (Королівство Пруссія, 3 березня 1864)[5].

## Родина
Дружина — Єва Жозефіна Юлія Потоцька
Діти:
- Альфред Ліхтенштейнський (1842—1907), одружився зі своєю двоюрідною сестрою принцесою ГенрієтАтою Марією Ліхтенштейнською (1843—1931).
- Жозефіна Марія Юліана (Відень, 22 квітня 1844 — Відень, 10 жовтня 1854), померла молодою.
- Алоїз Франц де Паула Марія (Прага, 19 листопада 1846 — Відень, 25 березня 1920), вперше одружився з Марі «Мері» Генрієттою Аделаїдою Фокс, прийомною дочкою Генрі Едварда Фокса, 4-го барона Холланда, і одружилася вдруге з Йоганном Елізабет Марією фон Клінкошем, без потомства.
- Генріх Карл Август (Будапешт, 6 листопада 1853 — Відень, 15 лютого 1914), неодружений і без потомства.